# Baudouin av Belgien (1869-1891)
Baudouin av Belgien, född 1869, död 1891, var en belgisk prins. Han var andra i belgiska tronföljden efter sin far till sin död. 
Han var son till Filip av Flandern och Maria av Hohenzollern-Sigmaringen. 

## Utmärkelser
- Sachsen-Ernestinska husorden,  15 november 1885
- Storkors av Leopoldorden,  3 juni 1887
- Storkommendör av Hohenzollerns kungliga husorden,  15 november 1887
- Svarta örns orden,  22 september 1889
- Storkors av Södra korsets orden
- Storkors av Torn- och svärdsorden

[Redigera Wikidata]